# Centre Excursionista Pàtria
El Centre Excursionista Pàtria fou una entitat fundada el 1915 a Barcelona.
Les primeres excursions foren per practicar l'escalada a Montserrat. Més endavant van sovintejar Núria, Ulldeter i a principis dels anys vint l'ascensió de l'Aneto i nombroses travesses als Pirineus. El 1921 publicà el primer butlletí social i més endavant es crearen les seccions de fotografia i femenina. L'any 1931 es fusionà amb altres entitats excursionistes per fundar la Unió Excursionista de Catalunya.